# Harry Boland (koszykarz)
Henry „Harry” Boland (ur. 21 września 1925 w Dublinie, zm. 18 grudnia 2013 tamże) – irlandzki koszykarz, uczestnik Letnich Igrzysk Olimpijskich 1948.
Był uczestnikiem igrzysk w Londynie. Nie zdobył żadnego punktu, jednak zanotował trzy faule. Razem z kolegami z reprezentacji zajął 23. miejsce, jednak jego drużyna przegrała wszystkie mecze turnieju.